# La Nave
La Nave és un grup de dissenyadors actiu a València entre 1984 i 1991. El grup La Nave naix de la fusió dels estudis de disseny Caps i Mans i Enebecé. Estava format per onze professionals (Eduardo Albors, Paco Bascuñán, José Juan Belda, Carlos Bento, Lorenzo Company, Sandra Figuerola, Marisa Gallén, Luis González, Luis Lavernia, Nacho Lavernia i Daniel Nebot) de diferents disciplines: dissenyadors industrials, gràfics, pintors, arquitectes i aparelladors que realitzen individualment o en grup els diferents encàrrecs rebuts d'arquitectura, disseny industrial, il·lustració, grafisme, interiorisme, etc.
Aquest grup va convertir-se en un referent del disseny dels anys vuitanta del segle XX i d'una manera d'entendre aquesta disciplina. Van marcar l'inici del disseny valencià, que va esdevindre en professió. La seua obra va ser motiu de diverses exposicions. Entre els seus dissenys podem citar la sèrie d'inflables (1986) per a l'empresa Toi i el logotip de la Generalitat Valenciana (1985).